# Giuseppe Lecchi
Giuseppe Bernardo Lecchi (Felizzano, 20 agosto 1895 – Genova, 24 agosto 1967) è stato un liutaio italiano.

## Biografia
Giuseppe Lecchi nacque a Felizzano il 20 agosto 1895 da una famiglia di artigiani ed ebanisti, dal padre Maurizio imparerà la tecnica di base dell'intaglio e dell'intarsio.

Diplomatosi alla scuola di Arti e Mestieri di Alessandria, partì per il servizio militare nel 1915 per raggiungere il fronte Italo-Austriaco: fece ritorno dalla Grande Guerra solo nel settembre del 1919.

Il suo ingresso nella bottega di Cesare Candi a Genova avvenne nell'inverno del 1923: fedele allievo del maestro, s'iscrive all'associazione artigiani nel 1929 come liutaio indipendente, pur lavorando ancora nella bottega del Candi; dal 1933 apre bottega in Corso Galliera n°14 a Genova.

L'anno determinante per la sua carriera fu il 1937, allorché il suo quartetto d'archi presentato alla mostra di Cremona in occasione del bicentenario di Antonio Stradivari vinse il primo premio: i quattro strumenti sono tuttora esposti al Civico Museo di Cremona.

Nel 1949 fu nominato Conservatore del "Cannone", il violino di Niccolò Paganini conservato a Genova a Palazzo Doria-Tursi.

Morì a Genova in conseguenza dell'asma bronchiale della quale era affetto dai tempi della guerra.

## Critica
Liutaio dotato di tecnica non comune, fu fedele al maestro Cesare Candi nel seguirne i modelli, soprattutto Stradivari, e nel sistema costruttivo. Il suo contributo nell'esecuzione degli ultimi strumenti decorati del candi fu considerevole.

Il suo lavoro si distingue per precisione di taglio e una certa eleganza nell'estetica generale; la vernice ad alcol di buona formulazione è stesa sopra un sottofondo a volte troppo coprente.
Nell'anno 1937 costruisce i suoi strumenti migliori, riconosciuti da molti tra i migliori della scuola contemporanea.